# 双龙镇 (重庆市)

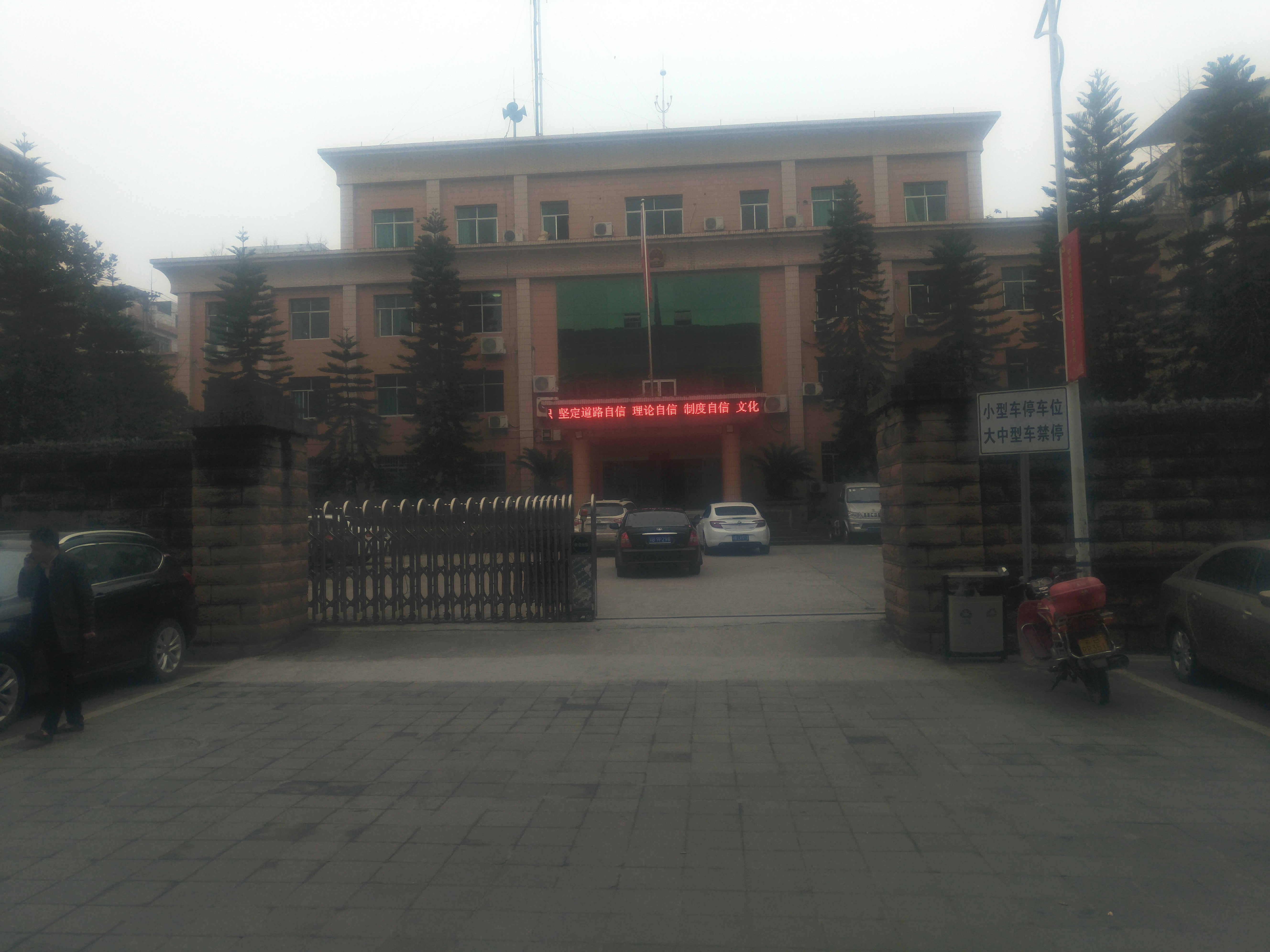
重庆市长寿区双龙镇政府大楼

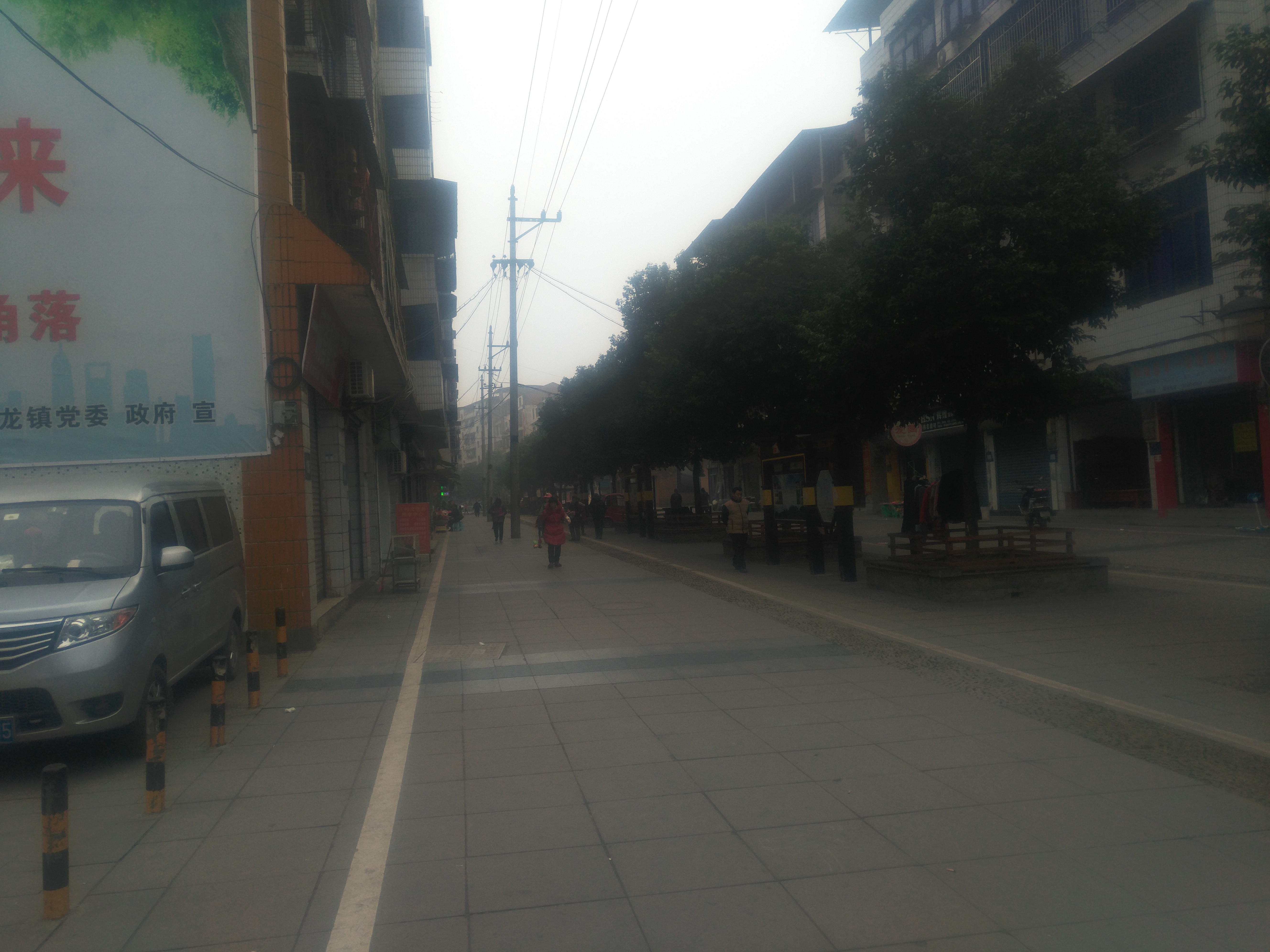
双龙镇文化长廊步行街

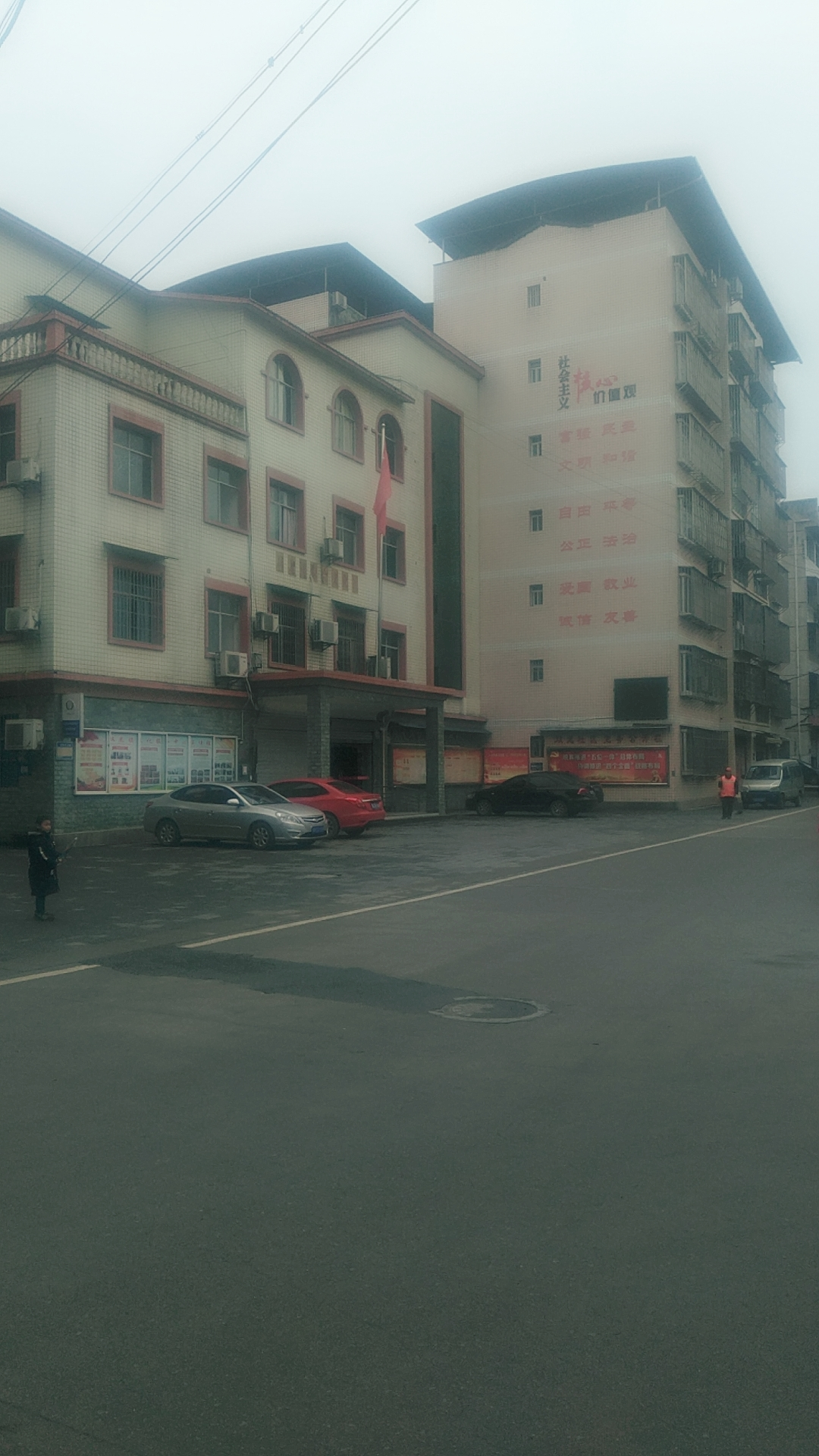
长寿区双龙镇社区居委会

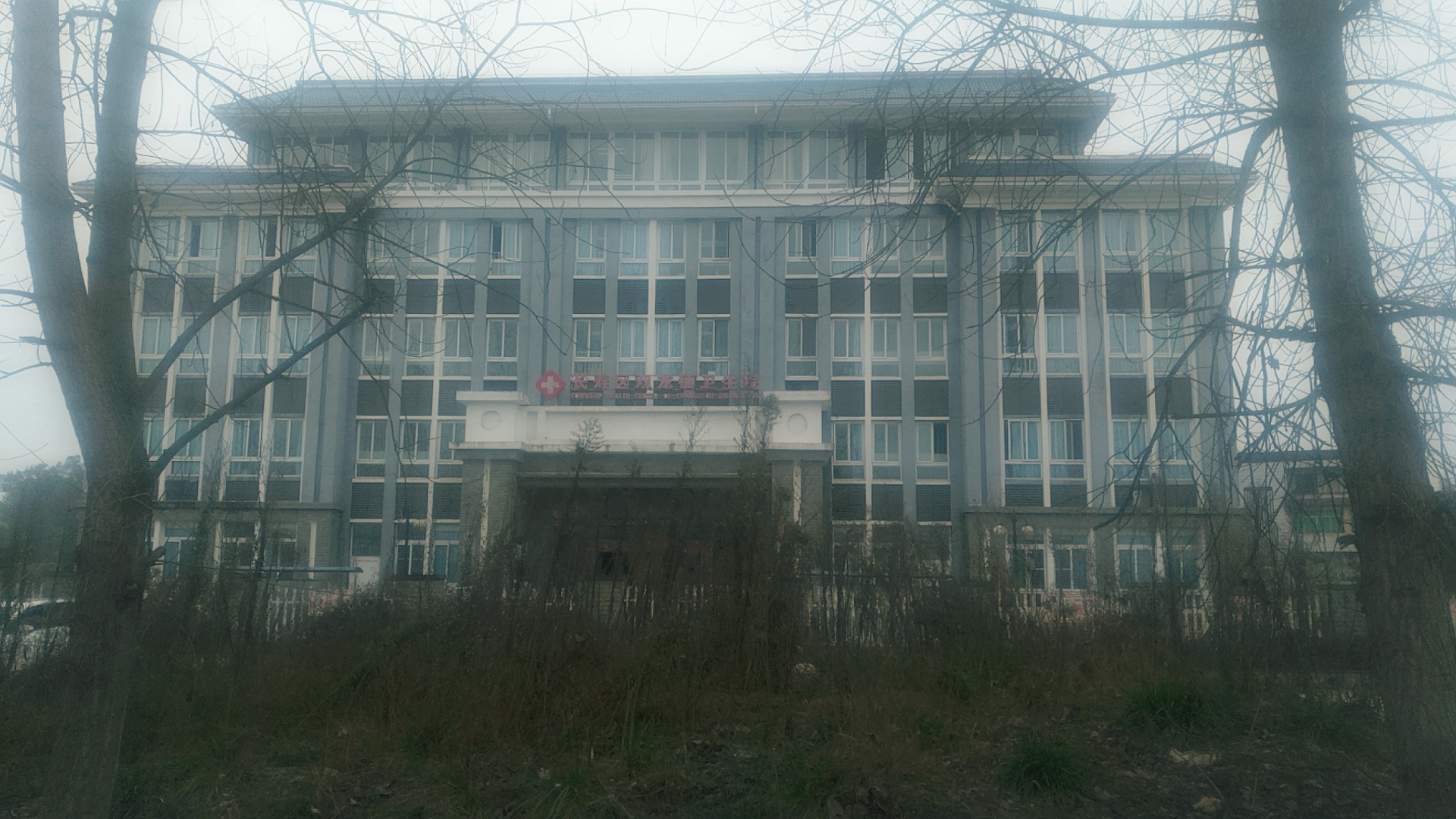
长寿双龙镇卫生院(一级甲等)

双龙镇，是中华人民共和国重庆市长寿区下辖的一个乡镇级行政单位。位于中国重庆市长寿区东北部、和垫江县、涪陵区交界。距离长寿主城22千米。行政面积57平方千米，人口4.1万多人，11个行政村，一个社区居委会，已建城镇区域面积达1.5平方千米。交通设施有双龙车站和长寿湖站 ( 渝万城际铁路高铁站)。景点有：大罗山旅游风景区、谷黄乐村(谷黄村）等。

## 历史沿革
1911年设立双龙乡，1958年改为公社( 公社运动 ），1984年恢复为双龙乡，1994年建镇。1997年，双龙行政区划面积达41.4平方千米，人口2.9万，拥有双龙社区、光辉村、吼水湾村、红岩村、祠堂村、友爱村、群力村、鞍山村、谷黄村、连丰村、新生村、和平村、龙滩村、灯塔村、天堂村、活鱼村、沙冲村、华丰村、响塘村、合丰村、围子村、桂花村等22个行政村。
2003年，长寿区委区政府调整双龙镇的行政区划，将友爱村、华丰村、响塘村、合丰村、围子村、桂花村、沙冲村等7个村划归长寿湖镇管辖；区划调整后，双龙镇辖原双龙镇双龙社区、光辉村、天堂村、活鱼村、吼水村、灯塔村、红岩村、祠堂村、鞍山村、群力村、连丰村、谷黄村、新生村、和平村、龙滩村等15个村和罗围乡所辖行政区域，面积56.97平方千米，人口41161人，镇政府驻双龙社区。

## 行政区划
双龙镇现下辖以下地区：双龙社区、龙滩村、谷黄村、飞石村、长寿寨村、联合村、罗围村、尖山村、红岩村、群力村、连丰村、天堂村。

## 附近景区
双龙镇附近景区有：菩提街道的国家4A级旅游景区菩提山（长寿八景之一）和国家4A级旅游景区长寿古镇，双龙镇寿山景区（长寿八景之一），长寿湖镇的国家4A级旅游景区长寿湖风景名胜区等。

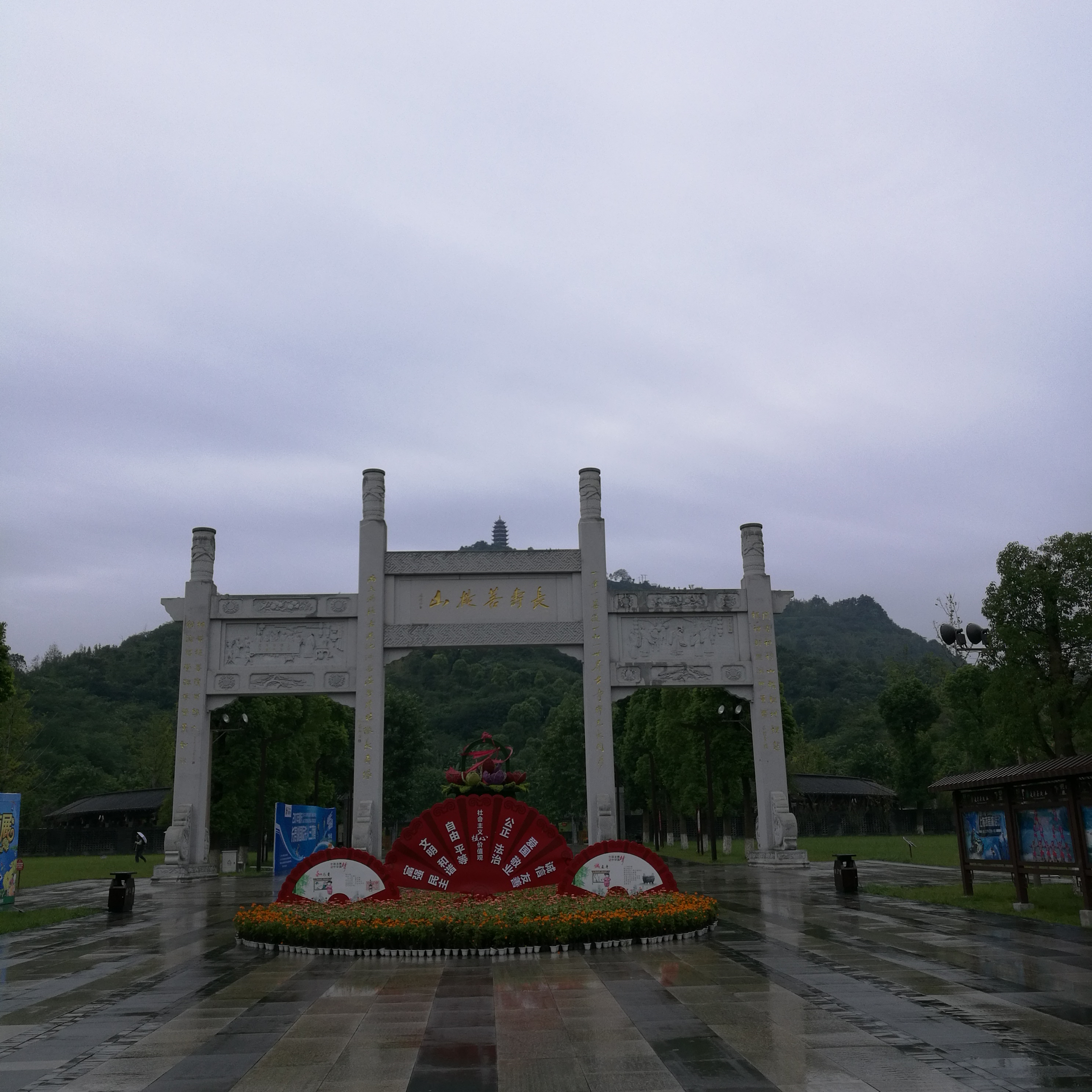
长寿菩山山门

《长寿县志》记载因佛教禅宗祖师菩提达摩到菩提山弘法而得名。菩提山高598米，总面积约15平方公里，核心景区约5平方公里。菩提山以国家5A级旅游景区为标准建造。

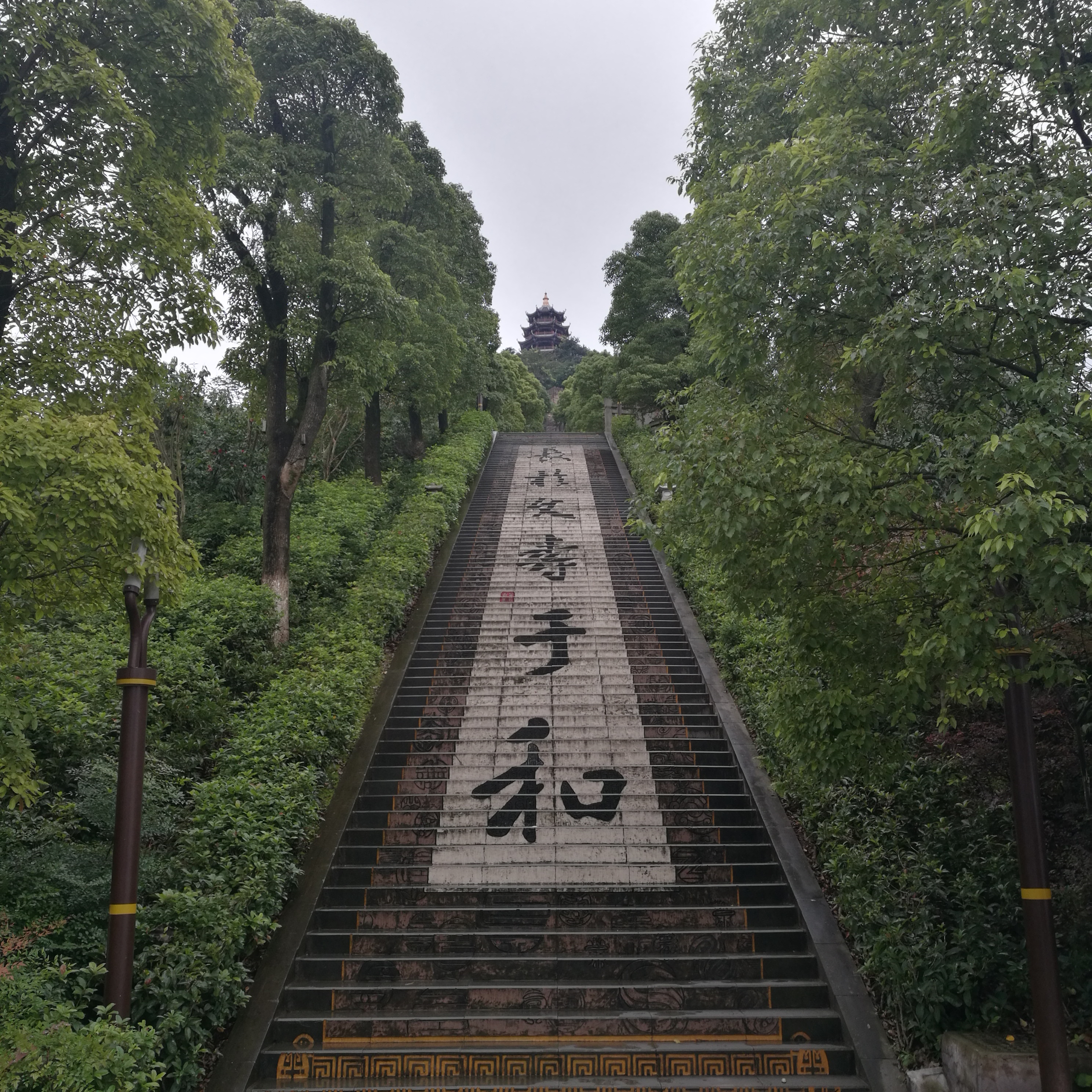
菩提寺万寿天梯

菩提寺位于菩提山顶端，始建于北宋，有“达摩道场、禅宗真脉”之称，从古至近代屡次被毁，2014年10月复建。菩提寺占地面积达60余亩，庙宇面积4500平方米，木制结构，古制建筑。从山门到老祖殿有1789级万寿天梯。寺楼有：寨门牌坊、山门殿、天王殿、钟楼、鼓楼、观音殿、地藏殿、大雄宝殿、藏经楼、祖师殿等。佛教圣物有：斯里兰卡菩提树、《贝叶经》、佛陀舍利、木雕佛像108尊、菩提达摩雕像(完整千年金丝楠阴沉木雕成，高6米、重6吨)。

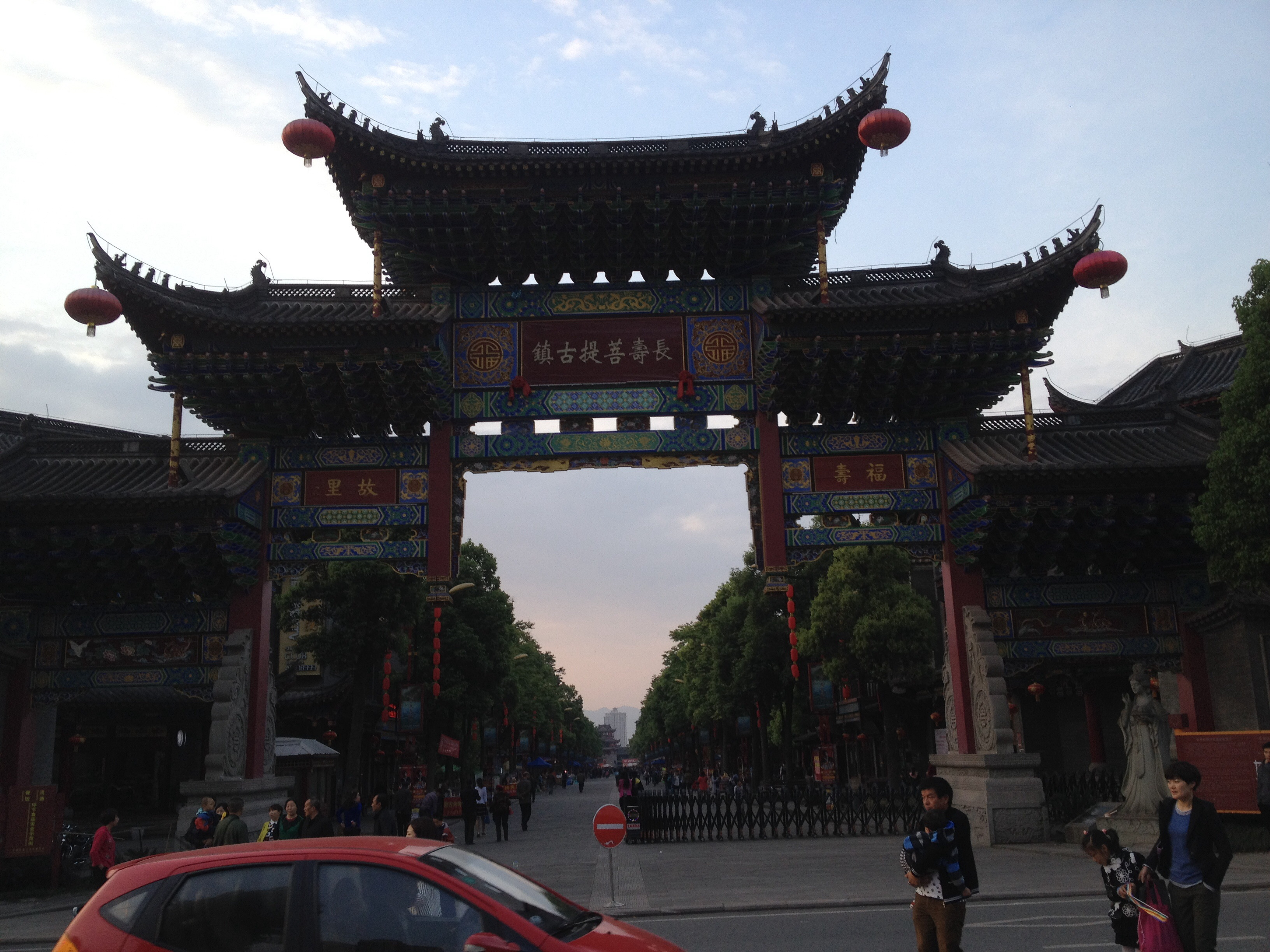
长寿菩提古镇大门

长寿菩提古镇风景区总面积达2000亩，其中核心区占地800亩，总建筑面积为130万平方米，总投资43亿元。按照国家5A级景区标准建造而成，是菩提山景区的核心组成部分，与菩提山景区共同合建成国家5A级旅游景区。景区主要以巴渝文化和中国古建筑文化为背景，展示几千年来巴渝人文文化和中国寿文化。

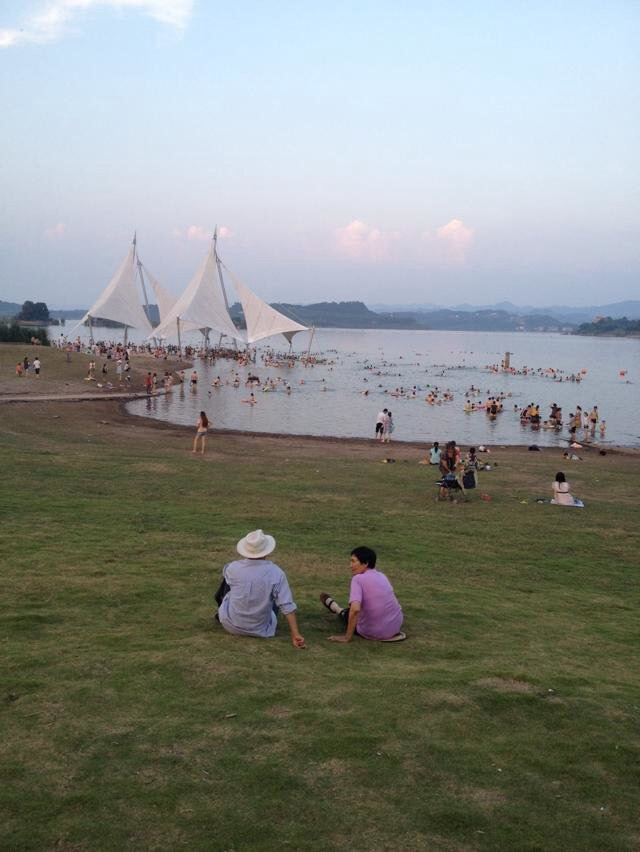
游客们正在水中嬉戏

- 长寿湖及西部岛群：湖面面积达65.5平方千米，湖中密布200余岛屿，湖区和岛屿群是长寿湖风景名胜区景观的核心部分。
- 龙溪河（跳石瀑布）：龙溪河源于梁平县天台乡，经长寿区境的狮子滩后，河床悬崖跌落，水流陡险滩多，形成多级瀑布。
- 人头山：人头山位于长寿湖东岸，安顺岛的正南方。
- 高峰岛与大坪岛：高峰岛以绿色著称，是景区内现有植被最好岛屿。大坪岛位于高峰岛南部，面积约162公顷，是湖区最大岛屿。
- 长寿湖大坝：长寿湖大坝位于湖面南部边缘，拦河坝长1014米，大坝底宽98米、高52米，顶宽8米。
- 长寿湖广场：位于长寿湖大坝西部，有石碑镌刻有1958年周恩来、李先念、李富春等人当年视察狮子滩大坝的题词以及《周总理来到长寿湖》汉白玉群雕。
- 东林寺：东林寺坐落于林峰林场东邻寨，始建于宋淳熙年间，明成化和清咸丰年间两次重修。[9]